# Women’s Asia Cup
Der Women’s Asia Cup ist ein Cricketturnier für asiatische Frauen-Nationalmannschaften, das seit 2004 ausgetragen wird. Es wurde bis 2008 im WODI-Format ausgetragen und seit 2012 im WTwenty20-Format. Die erfolgreichste Mannschaft ist Indien mit sieben Siegen.

## Geschichte
Der Asia Cup wurde 2004 wurde zunächst nur zwischen Indien und Sri Lanka ausgetragen. Bei der zweiten Ausgabe, dem Women’s Asia Cup 2005/06 kam Pakistan als Ausrichter hinzu. Nachdem im gleichen Format die beiden folgenden Turniere 2006 und 2008 ausgespielt wurden und Indien die ersten vier Ausgaben gewonnen hatte, wurde mit dem Women’s Twenty20 Asia Cup 2012 das Format geändert. Auch nahmen erstmals acht Teams teil. Bei der Ausgabe 2018 gewann erstmals mit Bangladesch ein anderes Land als Indien den Titel. Beim Women’s Twenty20 Asia Cup 2022 gelang mit Thailand erstmals ein Team außerhalb der großen Vier des asiatischen Crickets der Einzug ins Halbfinale.

## Asia Cup Turniere
| Jahr    | Gastgeber           | Format    | Gewinner    | Finalgegner | Ergebnis                          |
| ------- | ------------------- | --------- | ----------- | ----------- | --------------------------------- |
| 2004    | Sri Lanka           | WODI      | Indien      | Sri Lanka   | Indien gewinnt 5–0                |
| 2005/06 | Pakistan            | WODI      | Indien      | Sri Lanka   | Indien gewinnt mit 97 Runs        |
| 2006    | Indien              | WODI      | Indien      | Sri Lanka   | Indien gewinnt mit 8 Wickets      |
| 2008    | Sri Lanka           | WODI      | Indien      | Sri Lanka   | Indien gewinnt mit 177 Runs       |
| 2012    | Volksrepublik China | WTwenty20 | Indien      | Pakistan    | Indien gewinnt mit 8 Wickets      |
| 2016    | Thailand            | WTwenty20 | Indien      | Pakistan    | Indien gewinnt mit 17 Runs        |
| 2018    | Malaysia            | WTwenty20 | Bangladesch | Indien      | Bangladesch gewinnt mit 3 Wickets |
| 2022    | Bangladesch         | WTwenty20 | Indien      | Sri Lanka   | Indien gewinnt mit 8 Wickets      |

## Siege nach Team
| Titel | Land        | Saison                                      |
| ----- | ----------- | ------------------------------------------- |
| 7     | Indien      | 2004, 2005/06, 2006, 2008, 2012, 2016, 2022 |
| 1     | Bangladesch | 2018                                        |

## Abschneiden der Mannschaften
| nicht teilgenommen |
| Vorrunde (VR)      |
| Viertelfinale (VF) |
| Halbfinale (HF)    |
| Zweiter Platz (2)  |
| Turniersieger (1)  |

| Team               | 2004 | 2005/06 | 2006 | 2008 | 2012 | 2016 | 2018 | 2022 |
| ------------------ | ---- | ------- | ---- | ---- | ---- | ---- | ---- | ---- |
| Bangladesch        |      |         |      | 4    | HF   | 4    | 1    | 1    |
| China              |      |         |      |      | VR   |      |      |      |
| Hongkong           |      |         |      |      | VR   |      |      |      |
| Indien             | 1    | 1       | 1    | 1    | 1    | 1    | 2    | 1    |
| Malaysia           |      |         |      |      |      |      | 6    | 7    |
| Nepal              |      |         |      |      | VR   | 6    |      |      |
| Pakistan           |      | 3       | 3    | 3    | 2    | 2    | 3    | HF   |
| Sri Lanka          | 2    | 2       | 2    | 2    | HF   | 3    | 4    | 2    |
| Thailand           |      |         |      |      | VR   | 5    | 5    | HF   |
| Ver. Arab. Emirate |      |         |      |      |      |      |      | 6    |